# Запань Яреньга
За́пань Я́реньга — посёлок в Ленском районе Архангельской области. Входит в состав Сафроновского сельского поселения.

## География
Находится в юго-восточной части Архангельской области на расстоянии приблизительно 7 км на юго-юго-запад по прямой от административного центра района села Яренск, на правом берегу Вычегды.

## История
Посёлок был основан в 1937 году для проживания сплавщиков, в качестве которых использовались спецпереселенцы, позднее также и ссыльные поляки.

## Население
Численность населения: 300 человек (русские 89 %) в 2002 году, 182 в 2010.